# Bande dessinée humoristique
La bande dessinée humoristique ou bande dessinée d'humour est le premier type de bande dessinée à avoir été développé. Les bandes dessinées humoristiques existent dans tous types de formats (comic strip, gag, récit complet, etc.) et peuvent s'adresser selon le type d'humour aux enfants comme aux adultes, voire à tous les publics grâce à différents niveaux de lecture. Il est resté le genre dominant jusqu'à l'émergence des bandes dessinées d'aventure réalistes au tournant des années 1930 aux États-Unis puis dans le reste du monde.